# Solymár
Solymár (Duits: Schaumar) is een plaats (nagyközség) en gemeente in het Hongaarse comitaat Pest. De gemeente is direct gelegen aan de grens van de Hongaarse hoofdstad Boedapest en een geliefde forensengemeente.
In 2020 telde de gemeente 10.774 inwoners.

## Bevolkingsgroei
- 1990 - 6.044 inwoners
- 2001 - 8.737 inwoners
- 2011 - 9.672 inwoners
- 2015 - 10.065 inwoners
- 2020 - 10.774 inwoners

## Geschiedenis
De geschiedenis van de gemeente Solymár wordt vooral bepaald door de Donauschwaben die tot het einde van de Tweede Wereldoorlog de meerderheid van de bevolking vormden. In 2011 verklaarde nog 13 procent van de bevolking te behoren tot de Donau-Zwaben. 
Solymár telt 9865 inwoners (2007).